# Kacper Błoński
Kacper Błoński, znany również jako Blonsky (ur. 22 października 1998 w Sokołowie Podlaskim) – polski youtuber, influencer, raper i freak fighter.

## Życiorys
Urodził się 22 października 1998 w Sokołowie Podlaskim. Karierę w internecie rozpoczął od współpracy z Blowkiem, z którym nagrywał wspólnie filmy na serwisie Youtube. W latach 2019–2020 uczestniczył w stworzonym przez Stuu projekcie „Team X”.

### Kariera muzyczna
W 2019, podczas trwania projektu „Team X”, mężczyzna opublikował swój debiutancki singel, pt. „Eluwina”, który za swoją wysoką sprzedaż uzyskał w Polsce status platynowej płyty 23 grudnia 2024 oraz zajął 1. miejsce na karcie na czasie na serwisie YouTube. Youtuber nie zwolnił tempa oraz w 2020 zamieścił kolejny singel, pt. „Crusher”, który powtórzył sukces „Eluwiny” zdobywając platynową płytę.
W 2021 mężczyzna nagrał piosenkę dla swojej, obecnej w tamtym czasie, dziewczyny, pt. „Tylko Ty”, która uzyskała status złotej płyty w Polsce. Utwór zszokował internautów oraz podbił listę z najpopularniejszymi wideo na YouTube. W niecałą dobę teledysk został odtworzony ponad 660 tys. razy oraz zajął 1. miejsce karty na czasie.

### Kariera freak show fight
Zawodnik freak fightów walczył w federacjach Fame MMA oraz Clout MMA. Debiutancką walkę stoczył w 2020 w Łodzi przeciwko Marcinowi Dubielowi na Fame 8. Ma w karierze cztery wygrane i trzy przegrane walki.

#### Formuła MMA
21 listopada 2020 Kacper zawalczył z Marcinem Dubielem na gali Fame 8 w DoubleTree by Hilton Hotel Łódź. Zwyciężył w trzeciej rundzie po jednogłośnej decyzji sędziów.
6 marca 2021 zawalczył z Sylwestrem Wardęgą na gali Fame 9 ponownie w DoubleTree by Hilton Hotel Łódź. Zwyciężył w pierwszej rundzie przez techniczne poddanie przeciwnika (duszenie zza pleców).
20 listopada 2021 zawalczył z Mateuszem „Matt Fit Lovers” Januszem na gali Fame 12 w Ergo Arena. Zwyciężył w trzeciej rundzie po niejednogłośnej decyzji sędziów.
20 maja 2023 zawalczył z Amadeuszem „Ferrari” Roślikiem na gali Fame 18 w Atlas Arena w Łodzi. Przegrał w trzeciej rundzie przez jednogłośną decyzję sędziów.

#### Formuła klatki rzymskiej 3m x 3m
26 sierpnia 2022 zawalczył ponownie z Marcinem Dubielem na gali Fame 15 w Atlas Arena w Łodzi. Walka odbyła się na zasadzie bez limitu czasowego. Przegrał przez TKO (ciosy pięściami) w 17 minucie i 52 sekundzie.

#### Boks w małych rękawicach do MMA
29 września 2023 zawalczył z Danielem „Ostrym” Ostaszewskim na gali Fame Friday Arena 2 w Netto Arena w Szczecinie. Walka odbyła się na specjalnych zasadach: bez limitu czasowego, dozwolone uderzenia łokciami. Wygrał przez TKO (ciosy pięściami) po 7 minutach i 46 sekundach.

#### Formuła K-1 w małych rękawicach
8 czerwca 2024 zawalczył z Adamem "AJ" Josefem oraz Zbigniewem Bartmanem na gali Clout 5 w Spodku w Katowicach. Przegrał w szóstej rundzie przez jednogłośną decyzję sędziów.

## Życie prywatne
W 2020 roku Kacper w trakcie trwania projektu „Team X”, spotykał się z Julią Kosterą, jednak influencerzy rozstali się w 2022 roku.
Od 2023 jest w związku z Young Leosią.

## Dyskografia

### Single
| Rok | Tytuł         | Najwyższa pozycje na liście | Najwyższa pozycje na liście | Najwyższa pozycje na liście | Najwyższa pozycje na liście | Najwyższa pozycje na liście | Certyfikat              | Sprzedaż       |
| Rok | Tytuł         | AirPlay                     | OLiS                        | Spotify                     | iTunes                      | YouTube                     | Certyfikat              | Sprzedaż       |
| Rok | Tytuł         | POL                         | POL                         | POL                         | POL                         | POL                         | Certyfikat              | Sprzedaż       |
| --- | ------------- | --------------------------- | --------------------------- | --------------------------- | --------------------------- | --------------------------- | ----------------------- | -------------- |
| 2019 | „Eluwina”     | –                           | X                           | 84                          | 9                           | 7                           | - ZPAV: platynowa płyta | - POL: 20 000+ |
| 2020 | „Crusher”     | 61                          | X                           | 79                          | –                           | 8                           | - ZPAV: platynowa płyta | - POL: 20 000+ |
| 2020 | „Dziś tańczę” | –                           | X                           | –                           | 22                          | 16                          |                         |                |
| 2020 | „Gessler”     | –                           | X                           | –                           | –                           | –                           |                         |                |
| 2021 | „Tylko Ty”    | –                           | X                           | 30                          | 6                           | –                           | - ZPAV: złota płyta     | - POL: 10 000+ |
| 2021 | „Zew”         | –                           | X                           | –                           | –                           | –                           |                         |                |
| 2022 | „Szaman”      | –                           | –                           | –                           | –                           | –                           |                         |                |
| 2022 | „Lovair”      | –                           | –                           | –                           | –                           | –                           |                         |                |
| 2023 | „Crush”       | –                           | 90                          | 107                         | –                           | 52                          |                         |                |
| 2024 | „Cuba Libre”  | –                           | 80                          | 78                          | –                           | 50                          |                         |                |
| 2024 | „Lód”         | –                           | –                           | –                           | 54                          | 97                          |                         |                |
| 2025 | „Vixa”        | –                           | –                           | –                           | –                           | –                           |                         |                |
| „–” oznacza, że singel nie był notowany na danej liście. „X” oznacza, że lista przebojów nie istniała w danym okresie. |               |                             |                             |                             |                             |                             |                         |                |

### Single promocyjne
| Rok  | Tytuł                                                         | Najwyższa pozycja na listach |
| Rok  | Tytuł                                                         | POL                          |
| ---- | ------------------------------------------------------------- | ---------------------------- |
| 2025 | „Labubu” (Kacper Błoński, Friz, Postirol, Hi Hania, Kartonii) | 5                            |